# Tom Cotton
Pour les articles homonymes, voir Cotton.
Thomas Bryant Cotton, dit Tom Cotton, né le 13 mai 1977 à Dardanelle (Arkansas), est un militaire, avocat et homme politique américain. Membre du Parti républicain, il est élu de l'Arkansas au Congrès des États-Unis depuis 2011, d'abord à la Chambre des représentants, puis au Sénat à partir de 2015.

## Biographie
Tom Cotton est diplômé de l'université Harvard. Il intègre le Harvard College en 1995 et y obtient un Bachelor of Arts avec la mention magna cum laude en 1998. Il décroche ensuite un Juris Doctor à la Harvard Law School en 2002.
Après avoir servi dans l'armée américaine de 2005 à 2009, Tom Cotton commence une carrière d'avocat, avant d'être élu représentant de l'Arkansas à la Chambre, au Congrès, en novembre 2012. Il est élu sénateur de l'Arkansas lors des élections de novembre 2014 en battant le sortant démocrate Mark Pryor. À 37 ans, il est le benjamin du Sénat.
Il participe à la réunion du Groupe Bilderberg de 2017.
En décembre 2017, il soutient l'idée de mener « une campagne navale et aérienne de bombardements » contre les infrastructures nucléaires iraniennes. Il estime que les frappes militaires doivent rester une option contre tous les pays qui s'opposent aux choix stratégique des États-Unis (Iran, Corée du Nord, Chine, Russie, Syrie).
Il soutient l'achat du Groenland par les États-Unis au Danemark.
Lors des manifestations faisant suite à la mort de George Floyd, il demande, dans un éditorial publié dans le New York Times, le déploiement de l'armée contre les manifestants. La tribune suscite la controverse,.
En 2024, Tom Cotton est vu comme l'un des grands favoris pour être le colistier, potentiel vice-président, de Donald Trump pour la campagne présidentielle. J. D. Vance est finalement choisi.
En 2025, il introduit au Sénat des États-Unis une proposition de réforme en profondeur du renseignement américain visant notamment à supprimer de nombreux postes au sein du Bureau du Directeur du renseignement national, que Tom Cotton décrit comme « un mastodonte bureaucratique aux effectifs pléthoriques ». Selon Intelligence Online, ce projet, en « détricotant les réformes post-11-septembre », risque d'affaiblir le renseignement américain face aux nouvelles menaces.

## Controverses

### Dossier iranien
Le 9 mars 2015, le sénateur Cotton écrit et envoie une lettre ouverte à la direction de la République islamique d'Iran, signée par 47 des 54 sénateurs républicains, qui essaye de jeter le doute sur l'autorité de l'administration Obama à s'engager dans un accord global sur le programme nucléaire iranien. En quelques heures, des commentateurs suggèrent que la lettre rédigée par Cotton constitue une violation de la loi Logan,. Les signataires soulèvent la question de la légalité du traité par rapport à la Constitution des États-Unis.

### Pandémie de coronavirus
Le 17 février 2020, dans l'émission Sunday Morning Futures, sur la chaîne Fox News, Tom Cotton émet publiquement l'hypothèse que le virus SARS-CoV-2 a été créé à l'Institut de virologie de Wuhan, ce qui est considéré comme une théorie du complot et n'a jamais été prouvé. Le 1er mars 2023, le FBI réitère qu'à ses yeux, l'hypothèse « la plus probable » est que le Covid-19 soit issu une fuite de laboratoire, hypothèse émise avec un faible degré de confiance, et qui n'est pas partagée par toutes les agences de renseignement,,.